# اچ‌آر ۸۷۹۹

ستارهٔ اچ‌آر ۸۷۹۹ در مرکز

اچ‌آر ۸۷۹۹(به انگلیسی: HR 8799)یک ستاره جوان (با حدود ۳۰ میلیون سال عمر) و در رشته اصلی است که ۱۲۹ سال نوری (۳۹ پارسک) با زمین فاصله داشته و در صورت فلکی اسب بزرگ است، جرم آن ۱٫۵ برابر جرم خورشید و در خشندگی آن ۴٫۹ برابر درخشندگی خورشید می‌باشد. این نام‌گذاری از روی کاتالوگ هنری دراپر بوده است و تنها یکی از سیاراتش تنها سیاره فراخورشیدی تصویربرداری شده به طور مستقیم است.